# Old Man On His Back Plateau
Old Man On His Back Plateau är en platå i Kanada.   Den ligger i provinsen Saskatchewan, i den södra delen av landet, 2 500 km väster om huvudstaden Ottawa.